# Metaltella tigrina
Espèce
Synonymes
- Aebutinoides tigrinus Mello-Leitão, 1943

Metaltella tigrina est une espèce d'araignées aranéomorphes de la famille des Desidae.

## Distribution
Cette espèce est endémique d'Argentine.

## Publication originale
- Mello-Leitão, 1943 : Arañas nuevas de Mendoza, La Rioja y Córdoba colectadas por el Professor Max Birabén. Revista del Museo de La Plata (N.S., Zool.), vol. 3, p. 101-121.